# Steinborn (Daun)
Steinborn ist ein Stadtteil (Ortsbezirk) von Daun im Landkreis Vulkaneifel in Rheinland-Pfalz.

## Geographie
Der Ort liegt in der zentralen Vulkaneifel im Pützbachtal. Die Nachbarorte von Steinborn sind im Norden Waldkönigen, im Süden Neunkirchen und im Nordwesten Kirchweiler. Durch den Ort verläuft die Landesstraße L 28. Außerdem durchquert der Hippersbach den Ort und mündet östlich der Ortslage in den Pützborner Bach.
Zum Ortsbezirk Steinborn gehören auch die Wohnplätze Asseberghof, Jagdhaus Fackelberg, Laachmühle, Jagdhaus Asseberg, „Unter Erdels“, „Zum Eichholz“ und „Zum Schardenberg“.

## Geschichte
Steinborn wird das erste Mal 1316 urkundlich erwähnt. Zwischen 1347 und 1352 wütete in der Gegend von Steinborn die Pest.
Bis zum Ende des 18. Jahrhunderts gehörte Steinborn landesherrlich zum Kurfürstentum Trier und stand unter der Verwaltung und der Gerichtsbarkeit des Amtes Daun. Steinborn war Sitz einer Zenterei.
Im Jahr 1794 wurde das Linke Rheinufer im ersten Koalitionskrieg von französischen Revolutionstruppen besetzt. Von 1798 bis 1814 gehörte Steinborn zum Kanton Daun im Saardepartement.
Auf dem Wiener Kongress (1815) kam die Region an das Königreich Preußen, Steinborn wurde 1816 dem neu errichteten Kreis Daun im Regierungsbezirk Trier zugeordnet und von der Bürgermeisterei Daun verwaltet.
Im Jahr 1840 bekam das Dorf eine eigene Schule.
Nach dem Zweiten Weltkrieg wurde die Gemeinde Steinborn innerhalb der französischen Besatzungszone Teil des damals neu gebildeten Landes Rheinland-Pfalz.
Am 7. November 1970 wurde die bis dahin eigenständige Gemeinde Steinborn mit damals 286 Einwohnern in die Stadt Daun eingemeindet.

## Politik
Der Stadtteil Steinborn ist gemäß Hauptsatzung einer von acht Ortsbezirken der Stadt Daun. Die Grenzen des Bezirks entsprechen denen der Gemarkung. Er wird politisch von einem Ortsbeirat sowie einem Ortsvorsteher vertreten.
Der Ortsbeirat von Steinborn besteht aus fünf Mitgliedern und dem ehrenamtlichen Ortsvorsteher als Vorsitzendem.
Karl Ludwig Gehrmann wurde 2024 Ortsvorsteher von Steinborn.
Sein Vorgänger war Hermann Gehrmann seit September 2009.
Dessen Vorgänger Heinrich Zieverink hatte das Amt von 1979 bis 2009 ausgeübt.

## Kirche
Im Dorf befindet sich die katholische Filialkirche St. Lambertus. Sie beherrscht das Ortsbild von Steinborn. Die ältesten Teile des Bauwerks stammen aus dem 13. Jahrhundert.
Siehe auch: Liste der Kulturdenkmäler in Gemünden

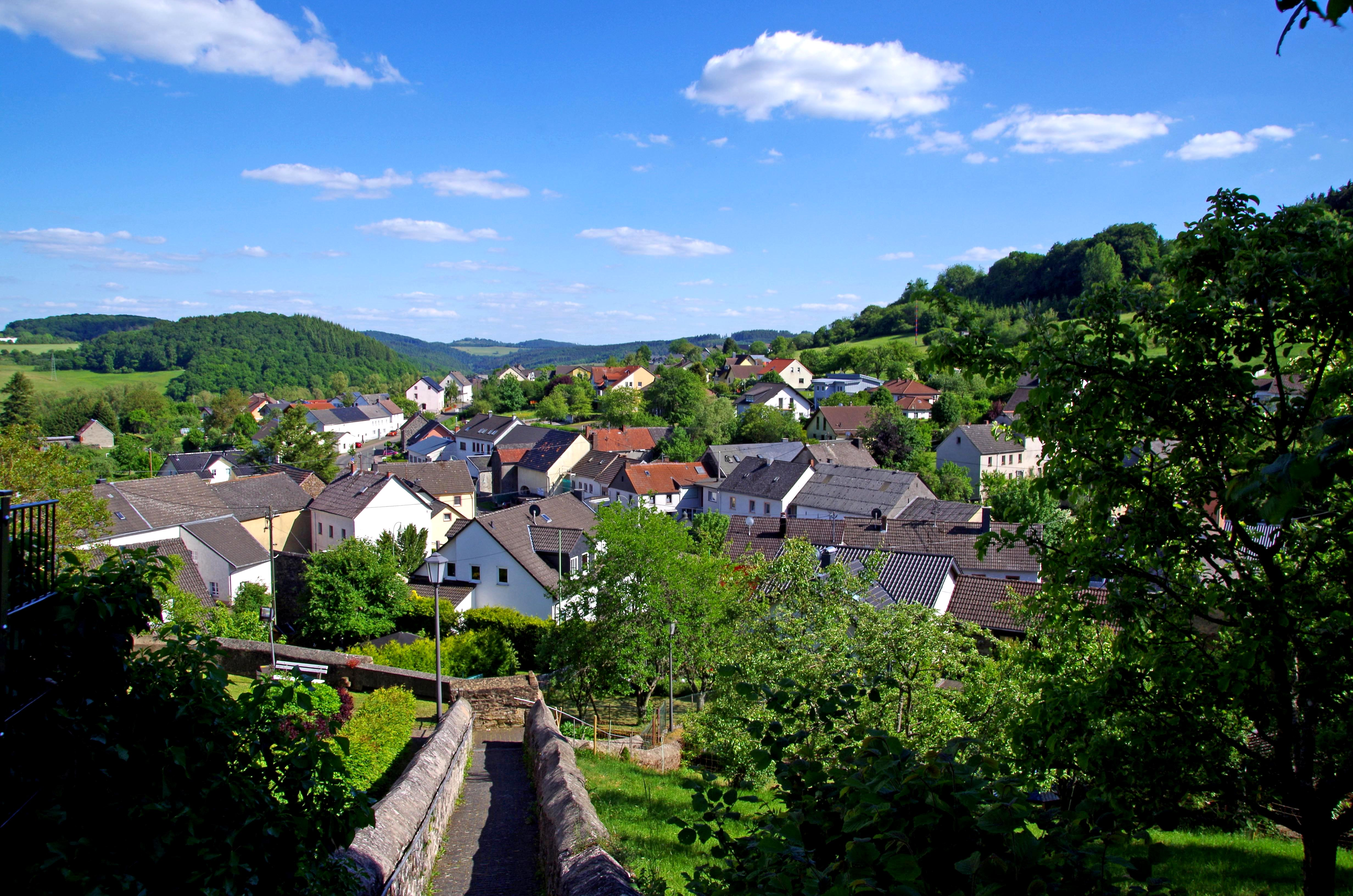
Dorfansicht von Westen
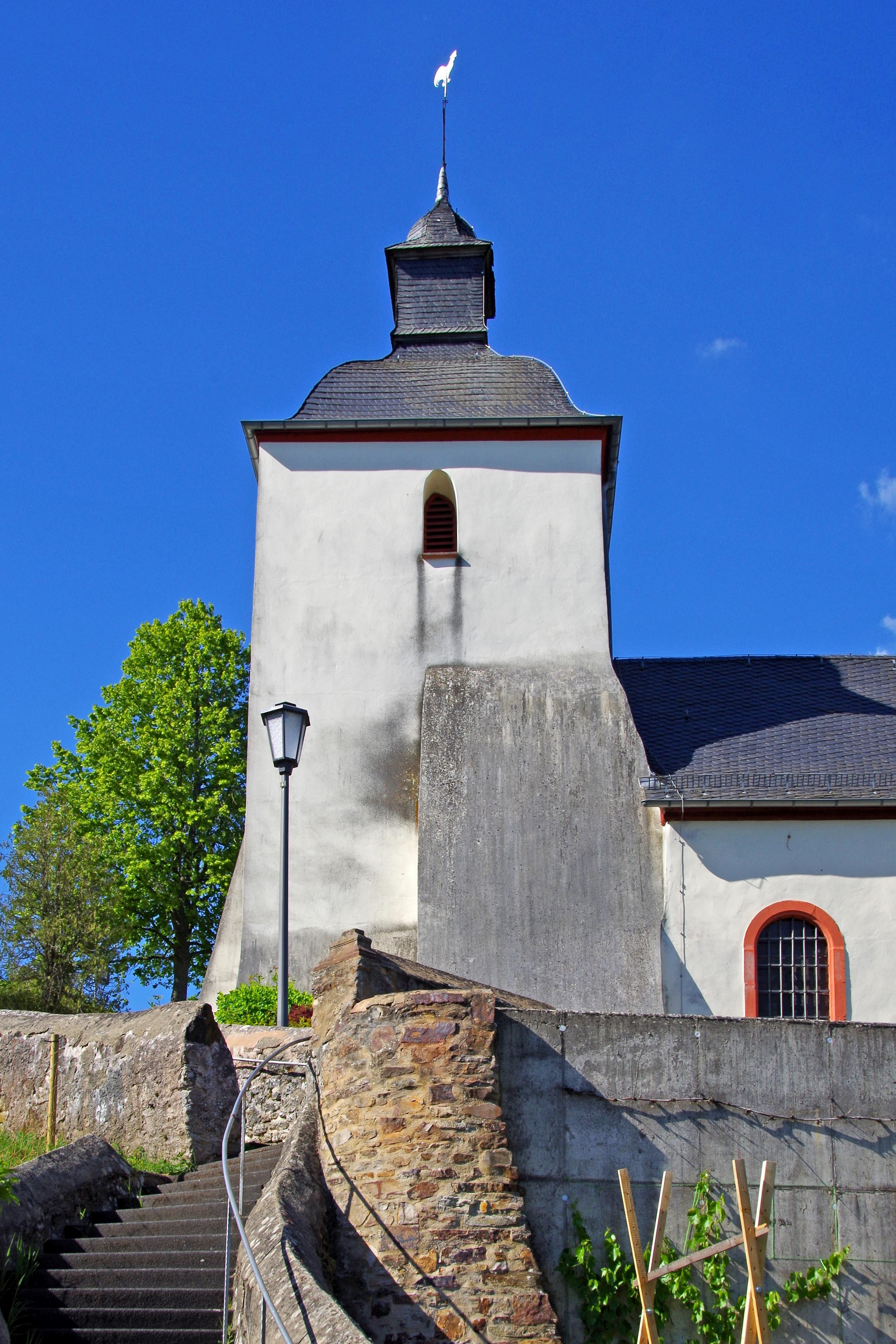
St. Lambertuskirchturm
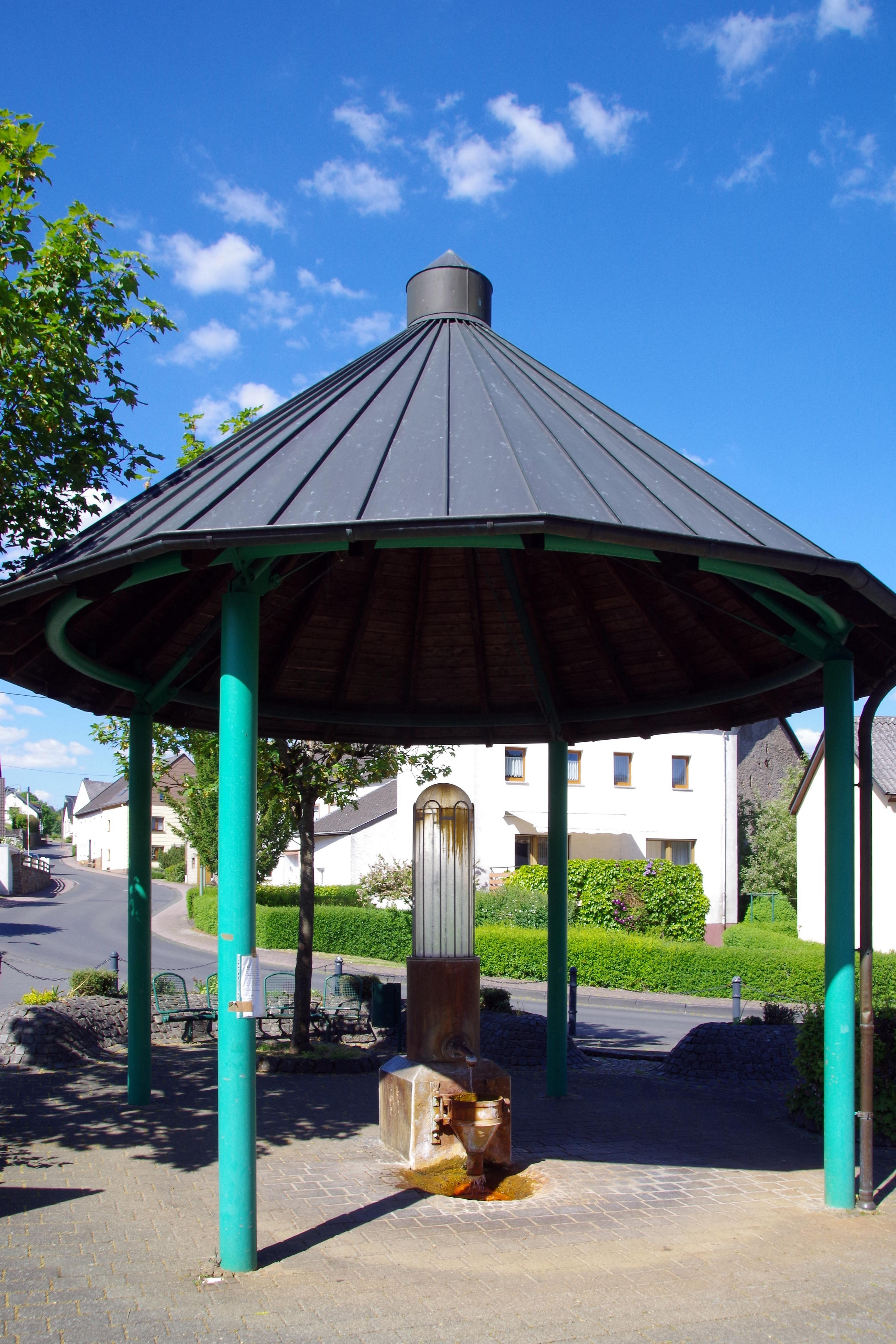
Sauerbrunnen (Dorfmitte)
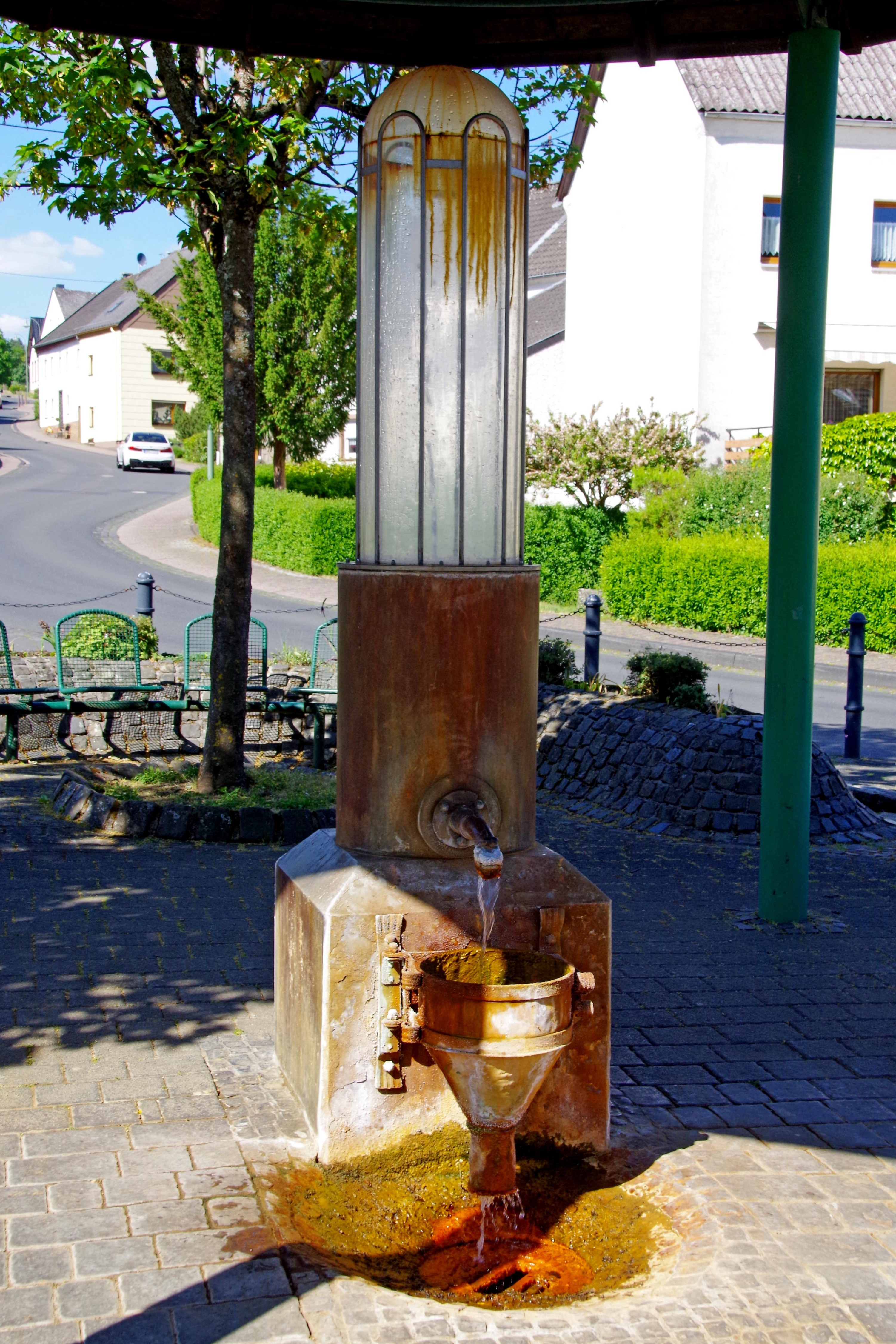
Brunnensäule